# متجر عام

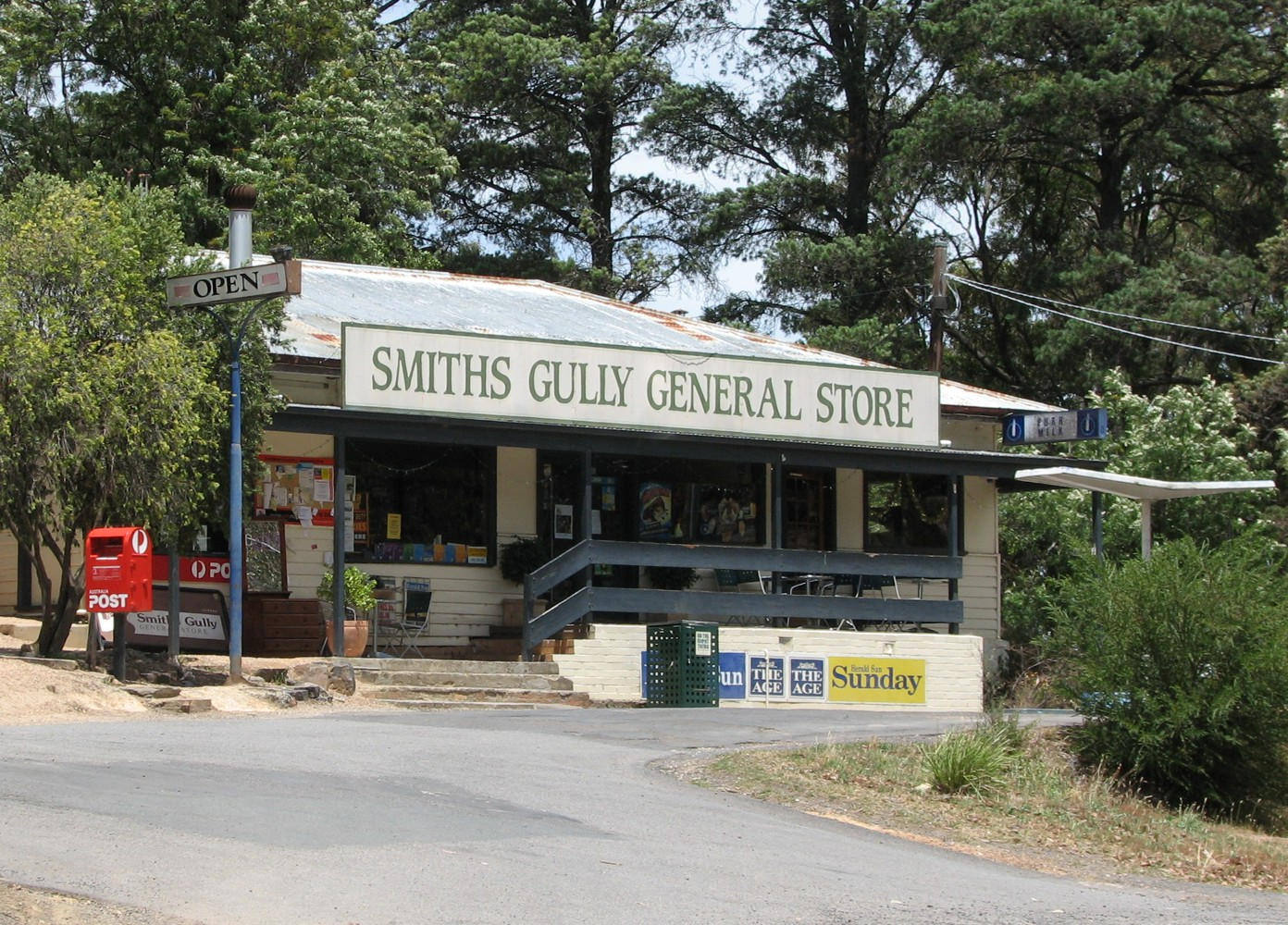
متجر عام في أستراليا

المتجر العام هو متجر تجزئة في ريف أو بلدة صغيرة يبيع مجموعة عامة من البضائع . يبيع هذا المتجر مجموعة واسعة من البضائع أحيانًا في مساحة صغيرة حيث يأتي الناس من المدينة والمناطق الريفية المحيطة بها لشراء جميع سلعهم العامة. يحمل المتجر مخزونًا روتينيًا ويحصل على طلبات خاصة من المستودعات . وهو يختلف عن المتجر الصغير أو متجر زاوية من حيث أنه سيكون المتجر الرئيس للمجتمع.